# Бизнис је бизнис (Кобра)
”Бизнис је бизнис” је 3. епизода стрип серијала Кобра новосадског ауторског тандема Керац-Обрадовић из 1979. године.

## Кратак садржај
Снимајући каскадерске сцене у акционим филмовима, Кобра се задесио у једној малој средњоамеричкој држави. У локалу Cantina los pedros bandidos добија поруку од свог пријатеља Арманда.
Армандо га позива да дође у Фуентес, одн. једно завучено село у прашуми у коме му излаже због чега му је потребан. Армандо је вођа локалне групе која жели да осујети план за рушење председника Хуансита Лореза. Лорез је започео реформе којима су сељаци и радници добили шансу да се издигну из сиромаштва. Управо због тога група плаћеника (које су унајмили капиталисти) покушава да га свргне с власти. Армандо и његова група покушавају да осујете план плаћеника тако што ће им у ваздух дигнути складиште муниције. Кобра би требало да им помогне у том плану.
Остатак епизоде је углавном колекција акционих сцена у коме Кобра и Армандо успевају да униште складиште и елиминишу вође плаћеничке групе (Гаљега и Куку).

## Основни подаци
Епизода је објављена у ЈУ стрипу бр. 168/1 који је изашао 1. маја 1979. године. ЈУ стрип је тада још увек излазио као ванредно издање ЕКС алманаха. Цена је била 10 динара.
Сама епизода је настала у касно пролеће и рано лето 1978. године. Сценарио је написао Тоза Обрадовић, а нацртао је Бане Керац. Епизода је имала 20 страна.

## Наслов
Постоји конфузија у погледу наслова 3. и 4. епизоде. Ова епизода носи наслов ”Бизнис је бизнис”, иако би тај наслов по садржају много више одговарао 4. епизоди која, међутим, уопште нема наслов. На блог страници Банета Керца, стоји да се 3. епизода зове ”Завера у Фуентесу”, што много више одговара садржају епизоде (јер се у епизоди помиње град Фуентес), а да се 4. епизода зове “Бизнис је бизнис”.